# Luis Carrero Blanco

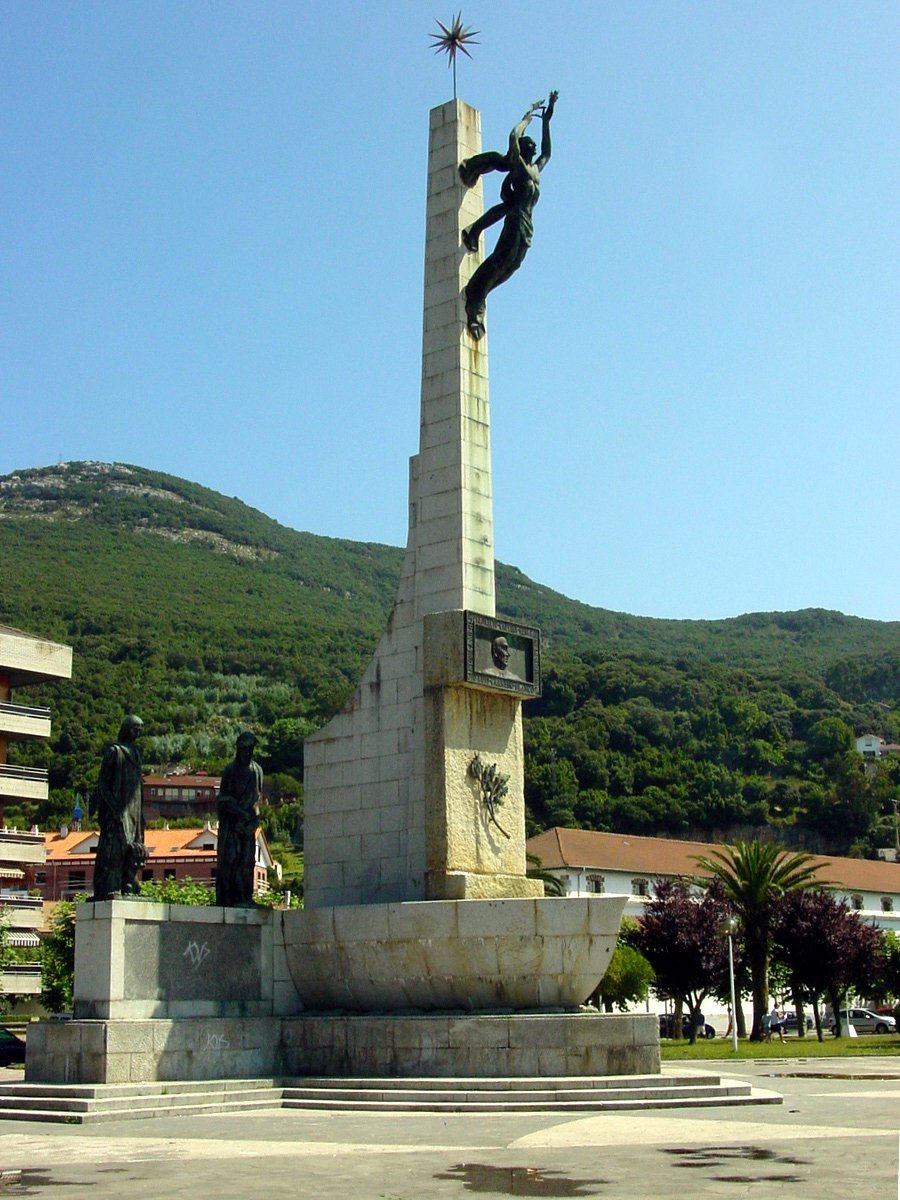
Monument voor Luis Carrero Blanco in Santoña

Luis Carrero Blanco (Santoña, 4 maart 1903 - Madrid, 20 december 1973) was een Spaans admiraal en staatsman. Hij was zes maanden lang de eerste minister van Spanje en de verwachte opvolger van Franco. Zijn dood heeft het voor Spanje waarschijnlijk makkelijker gemaakt om het democratiseringsproces te starten, omdat Franco, die minder dan een jaar later stierf, geen duidelijke opvolger meer had.

## Biografie
Carrero volgde zijn opleiding aan de Escuela Naval Militar, de Spaanse militaire academie voor de marine in 1918 en streed voor de Spaanse marine in Marokko in de jaren 1924-1926.
Toen in juli 1936 de Spaanse Burgeroorlog begon, koos Carrero voor de kant van de fascisten/nationalisten van Franco. Op dat moment bevond hij zich echter in Madrid, dat destijds nog aan de kant van de republikeinen stond. Door zich schuil te houden in de ambassade van Mexico en later Frankrijk kon hij later toch naar het front komen waar hij zich bij de nationalisten aansloot. Carrero deed toen dienst in de marine, die vrijwel geheel in de handen van de nationalisten was gekomen. Na de overwinning van Franco in 1939 die een eind bracht aan de burgeroorlog werd hij een van de vertrouwelingen van Franco en hoofd van de Spaanse marine.
Net als Franco was Carrero tegen deelname aan de Tweede Wereldoorlog aan de kant van Duitsland en Italië, terwijl veel Spaanse fascisten daar juist voor waren. Carrero zag zichzelf als monarchist, een devoot volger van de katholieke kerk en steunde Opus Dei zo veel mogelijk.
Toen de economie sterk groeide in de jaren 50, werd het regime van Franco enigszins geliberaliseerd, hoewel het autoritaire karakter bleef. Er ontstond een verdeling binnen de trouwe aanhang van Franco, omdat de fascisten zich verzetten tegen de invloed van het kapitalisme terwijl de mensen van Opus Dei voorstanders waren van concurrentie en economische groei. De laatste groep won, en belangrijke leden van Opus Dei werden in de regering opgenomen.
Nadat Carrero al minister was geworden in 1957 werd hij viceadmiraal in 1963 en later admiraal in 1966, in 1967 werd hij vicepresident van de staatsraad. In 1973 werd duidelijk dat Franco hem zag als zijn opvolger; Carrero werd tot premier benoemd. Franco was destijds al ziekelijk, en het leek nog maar een kwestie van tijd tot Carrero de Spaanse dictator zou opvolgen.
Het premierschap duurde nog geen half jaar. In december 1973 werd Carrero om het leven gebracht door vier leden van de ETA. Deze hadden een gang gegraven onder de straat waar Carrero vaak reed, en daarin een bom geplaatst van 80 kilo. De bom gaf een enorme explosie die ervoor zorgde dat de auto waarin Carrero met zijn lijfwacht en chauffeur zat, over een gebouw heen sloeg, en daarachter op het balkon belandde. De drie inzittenden overleefden de aanslag niet. De aanslag was door de ETA "Operación Ogro" genoemd, en de afscheidingsbeweging gaf na het slagen van de aanslag nog een manifest uit. Hierin stond dat de aanslag een vergelding was voor de executie van enkele leden van de ETA. De naam van de aanslag verwijst naar de reputatie en het uiterlijk van Carrero. "Ogro" is Spaans voor ork, de man had dan ook grove gelaatstrekken, was nogal gezet en had bij vriend en vijand de reputatie van een echte ijzervreter. In 1980 maakte Gillo Pontecorvo een film over deze aanslag.
De opvolger van Carrero was Carlos Arias Navarro. Deze werd geïnstalleerd in februari 1974 in de tijd waarin Franco al ernstig ziek was, het heeft er alle schijn van dat de vrouw van Franco, Carmen Polo, sterk heeft aangestuurd op de benoeming van Arias Navarro. In zijn eerste toespraak voor het parlement beloofde hij hervormingen, en ook het recht om politieke bewegingen te beginnen. Hiervoor kreeg hij kritiek vanuit het regime, maar het was duidelijk dat de weg naar de democratie, al voor de dood van Franco één jaar later, geopend was.
Carrero Blanco ligt begraven op de begraafplaats van Mingorrubio, waar ook andere kopstukken van het regime, en Franco zelf, begraven liggen.
- Biblioteca Nacional de España: XX899271
- Bibliothèque nationale de France: cb124346560 (data)
- Catàleg d'autoritats de noms i títols de Catalunya: 981058511843606706
- Gemeinsame Normdatei: 11851153X
- International Standard Name Identifier: 0000 0000 8151 2892
- Library of Congress Control Number: n82000519
- Nationale Bibliotheek van Tsjechië: osd20211123523
- Nationale Bibliotheek van Israël: 987007259451705171
- Nationale Bibliotheek van Polen: a0000002380893
- Nationale en Universitaire bibliotheek Zagreb: 000755536
- Nederlandse Thesaurus van Auteursnamen: 070385491
- SNAC: w6r36zz3
- Système universitaire de documentation: 033485011
- Virtual International Authority File: 71483736
- WorldCat: E39PBJdcDGyddQRyWC64yjhfv3